# Радецки (остров)
Вижте пояснителната страница за други значения на Радецки.
Остров Радецки (или Малък Калимок) е български дунавски остров, разположен от 434 до 437,5 км по течението на реката в Област Силистра, община Тутракан. Площта му е 1,2 km2, която му отрежда 19-о място по големина сред българските дунавски острови.
Островът се намира североизточно от низината Побрежие и западно от град Тутракан. Има удължена форма с дължина 3,6 км и максимална ширина от 0,5 км. От българския бряг го отделя канал с минимална ширина от 90 – 100 м. Най-голямата му надморска височина е 24 м се намира в западната му част и си издига на 12 – 13 м над нивото на реката. Изграден от речни наноси и е обрасъл с върба и топола. При високи дунавски води ниските му части се заливат. Западно от него се намира по-големият остров Калимок (Голям Калимок), с който периодично се свързва с пясъчна коса. Островът попада изцяло в защитената местност „Калимок-Бръшлен“.

## Топографска карта
- Лист от карта L-35-138. Мащаб: 1 : 100 000.